# 櫻庭ゆみ子
櫻庭 ゆみ子（あるいは桜庭 ゆみ子、さくらば ゆみこ、1961年 - ）は、日本の中国文学者。慶應義塾大学教授。
東京都生まれ。1986年東京外国語大学外国語学部中国語学科卒業。1992年東京大学大学院人文科学研究科博士課程中国文学専攻単位取得退学。1994-1996年東京大学文学部助手、1999年慶應義塾大学商学部助教授、2007年准教授、2017年教授。

## 翻訳
- 『浪漫都市物語 上海・香港 '40S』JICC出版局 発見と冒険の中国文学 1991年。楊絳の短編2作を担当（他は張愛玲）
- 鄭義『中国の地の底で』加藤三由紀共訳 朝日新聞社 1993年
- 李昂『迷いの園』藤井省三監修 国書刊行会 新しい台湾の文学 1999年
- 楊絳『別れの儀式：楊絳（ヤンジアン）と銭鍾書（チエンジョンシュ） ある中国知識人一家の物語』勉誠出版 2011年
- 王小波『コレクション中国同時代小説 2 黄金時代』勉誠出版 2012年
- 洪凌『フーガ黒い太陽』あるむ 台湾文学セレクション 2013年
- 郝景芳『1984年に生まれて』中央公論新社 2020年

## 参考
- ISBN 978-4-585-29019-3